# Sinchi Roca
 (janvier 2010).
Si vous disposez d'ouvrages ou d'articles de référence ou si vous connaissez des sites web de qualité traitant du thème abordé ici, merci de compléter l'article en donnant les références utiles à sa vérifiabilité et en les liant à la section « Notes et références ».
Pour les articles homonymes, voir Roca.
Sinchi Roca (du quechua Sinchi Ruq’a) est le deuxième souverain inca. Il aurait entamé son règne vers 1230.
Selon certains historiens, en suivant le modèle diarchique, il co-règne avec le souverain Inca Roca.

## Biographie
Fils aîné de Manco Cápac, le mythique fondateur de l'empire Inca, et de Mama Ocllo sa sœur-épouse, Sinchi Roca est né dans la région de Tampuquiro, au sud de Cuzco.
Il s'agit d'un personnage semi-légendaire, dont le règne, selon les sources, se déroula dans un calme relatif, étant donné que Sinchi Roca était un chef de guerre plutôt pacifique. Toutefois il est fait état de plusieurs affrontements avec les Quechuas de Nurín et Pumatamtu, ainsi qu'une tentative d'expansion vers les terres actuelles du Chili.
À sa mort, son fils Lloque Yupanqui lui succède. Il n'est pas son fils aîné ce qui rompt avec la règle de succession qu'avait instituée Manco Cápac.

## Œuvre
Sinchi Roca aurait promu l'agriculture par irrigation : selon le chroniqueur espagnol Pedro Cieza de León, il aurait fait aménager des terrasses et fait transporter de grosses quantités de terre arable pour améliorer les cultures de la vallée de Cuzco.
Il aurait créé une division territoriale de ses domaines et on considère qu'il serait l'initiateur du premier recensement de la population de l'empire inca.
Il aurait également ordonné à tous les hommes de son ethnie de se percer les oreilles en signe de noblesse.

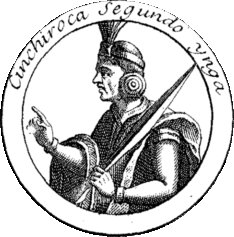
Portrait de Sinchi Roca (Sapa Inca II), au frontispice d'une édition de son "Historia general de los hechos de los castellanos en las Islas y Tierra Firme del mar Océano..." par Antonio de Herrera y Tordesillas (Madrid, 1601-1615, 4 vol.).

Les anciens chroniqueurs espagnols du XVIe siècle, dont Cabello de Balbao cité par María Rostworowski, affirment aussi que Sinchi Roca aurait été le premier Inca à utiliser la Mascapaicha (es) ou Maskaypacha [du quechua : Mask'ay (chercher) et Pacha (terre ou monde : espace-temps)], qui deviendra le signe distinctif de la souveraineté inca. Chez les Incas, la couronne impériale était composée de plusieurs éléments : la mascapaicha, le plus important, était une frange de laine rouge, ordonnée sur le front parce que chacune de ses mèches « passait dans un petit tube d'or ». Au-dessus de cette frange on disposait deux ou trois plumes noires et blanches de l'oiseau sacré Korekenke (ou caracara montagnard des Andes). Cette frange et ces plumes étaient assujetties sur le front par un turban consistant en une tresse multicolore « de laine de vigogne extrêmement fine », enroulée plusieurs fois autour de la tête, le llautu ou llauto (es). La mascapaicha était la marque du pouvoir impérial absolu, au point que "prendre" ou "ceindre la mascapaicha" ou encore « prétendre à la frange écarlate » était la périphrase en usage pour signifier l'avènement du nouvel empereur ou Sapa Inca, au cours d'une cérémonie où il la recevait des mains du Willaq Umu, le grand prêtre ou souverain pontife de la religion solaire inca.